# Gent-Oost Eagles
Gent-Oost Eagles is een Belgische basketbalclub. De club telt ruim 500 leden en ontstond in 2016 uit een fusie tussen Melle Vogelhoek en Modu Destelbergen. Het stamnummer 1681 werd echter al in 1973 opgericht. Gent-Oost Eagles is hoofdzakelijk actief in Melle, Destelbergen en Merelbeke.
In 2023 viert de club zijn 50-jarig bestaan en werd de eerste editie van "Eagles Day" georganiseerd in sporthal Bergenmeers in Destelbergen.

## Staff
| Functie         | Naam               | Nat    | Vorig team       |
| --------------- | ------------------ | ------ | ---------------- |
| Coach           | Tibo T'Joncke      | België | BBC Falco Gent   |
| Assistent coach | Bart Baeyens       | België | Gent-Oost Eagles |
| Scouting        | Pierre Tahir       | België | Gent-Oost Eagles |
| Afgevaardigde   | Jean-Marie Gekiere | België | Gent-Oost Eagles |
| Tafel           | Philippe Saccasyn  | België | BBC Falco Gent   |
| Tafel           | Guy Schelstraete   | België | Gent-Oost Eagles |

## Team
| Naam              | Positie | Nat    | Geboortejaar | Vorig team         |
| ----------------- | ------- | ------ | ------------ | ------------------ |
| Alhassan Barrie   | forward | België | 1995         | BBC Geel           |
| Jorre De Wilde    | guard   | België | 2003         | BBC Falco Gent     |
| Remi Van Hulle    | guard   | België | 2006         | Amon Jeugd Gentson |
| Harm Loontiens    | forward | België | 1992         | BBC Falco Gent     |
| Kyle Robinson     | forward | België | 1991         | Redwolves Houtem   |
| Sil Hauman        | forward | België | 1995         | BBC Hansbeke       |
| Milan De Clercq   | forward | België | 2001         | Bavi Gent          |
| Cédéric Van Belle | forward | België | 1990         | BBC Hansbeke       |
| Joren Hauman      | forward | België | 1992         | Gent-Oost Eagles   |
| Bram Courteyn     | center  | België | 1993         | BBC Hansbeke       |
| Tom De Geest      | center  | België | 1998         | KBBC Eksaarde      |
| Ward Meylemans    | center  | België | 1993         | BBC Hansbeke       |